# 시대기획 동행
《시대기획 동행》는 2013년 2월 26일부터 2013년 6월 30일까지 방송되었던 시사교양 프로그램이다.